# 3 Łużycka Dywizja Artylerii OPK
3 Łużycka Dywizja Artylerii OPK (3 DA OPK) – związek taktyczny Wojsk OPL Wojsk Obrony Powietrznej Kraju.

## Historia i powstanie
W 1950 utworzono została 9 Dywizja Artylerii Obrony Przeciwlotniczej. W 1962 roku dywizja zmieniła nazwę na 9. Dywizję Artylerii OPK. Na jej uzbrojenie wprowadzono przeciwlotnicze zestawy rakietowe.
W 1967 roku 9. Dywizja Artylerii OPK, zmienia nazwę na 3. Łużycką Dywizję Artylerii OPK, co było nawiązaniem do tradycji z okresu II wojny światowej.
W 1988 roku 3. Łużycką Dywizję Artylerii OPK przeformowano na 3. Łużycką Brygadę OPK, a w 1991 na 3. Brygadę Rakietową OP.

## Uzbrojenie
- przeciwlotnicze zestawy rakietowe "Dźwina" (SA-75);
- przeciwlotnicze zestawy rakietowe "Newa" (S-125, S125M);
- przeciwlotnicze zestawy rakietowe "Wołchow" (S-75M, S-75W).

## Dowódcy dywizji
- płk dypl. Henryk Kłoda - 1966–1976
- płk dypl. Janusz Potkański - 1976–1981
- płk dypl. Edward Redwanz - 1981–1985
- płk dypl.Franciszek Żygis - 1985–1986
- płk dypl. Józef Tracz - 1986–1986
- płk ddr inż. Andrzej Pawluch - 1986–1989